# Jean Sainteny
Jean Sainteny (1907-1978) là một chính khách và cựu sĩ quan tình báo người Pháp. Ông là người giữ vai trò quan trọng đại diện cho chính phủ Pháp tại Đông Dương trong những năm 1945-1946. Ông đại diện cho phía chính phủ Pháp ký Hiệp định sơ bộ Pháp-Việt 1946.

## Giai đoạn trước 1945
Ông tên thật là Jean Roger, sinh ngày 29 tháng 5 năm 1907 tại Vésinet, Yvelines. Sau khi tốt nghiệp trường Lycée Condorcet et Janson de Sailly tại Paris, ông đã tham gia vào lĩnh vực đầu tư. Năm 1929, ông lần đầu tiên đến Đông Dương và công tác 3 năm tại đây trong lĩnh vực ngân hàng.
Năm 1932, ông trở lại Pháp thành lập một công ty môi giới bảo hiểm và ngân hàng. Ông hoạt động trong lĩnh vực này cho đến khi nổ ra Thế chiến thứ hai. Cũng trong giai đoạn này, ông trở thành con rể của Thủ tướng Albert Sarraut, cựu Toàn quyền Đông Dương.
Sau khi Đức xâm chiếm Pháp năm 1940, ông gia nhập hàng ngũ kháng chiến quân, tham gia tổ chức hoạt động tình báo bán công khai thu thập tin tức tại vùng Normandy với bí danh Dragon. Ông từng bị bắt lần đầu vào tháng 9 năm 1941 nhưng được thả ra vì thiếu bằng chứng. Tháng 9 năm 1943, ông bị bắt lần nữa nhưng đào thoát được. Sau sự việc này ông lấy tên mới là Jean Sainteny và rút vào hoạt động bí mật.
Tháng 6 năm 1944, ông lại bị bắt lần nữa nhưng lại trốn thoát một tháng sau đấy để về tổng hành dinh của tướng George S. Patton. Ông được phong hàm Thiếu tá và tham gia Cơ quan Tình báo và Hoạt động Bí mật của Pháp (gọi tắt là DGER), công tác tại đấy cho đến ngày giải phóng Paris.

## Vai trò tại Đông Dương giai đoạn 1945-1946
Ngay từ đầu năm 1944, ông đã xung phong tình nguyện chiến đấu tại Đông Dương. Tuy nhiên đến ngày 9 tháng 3 năm 1945, ông mới được giao nhiệm vụ thâm nhập vào Đông Dương để tổ chức các hoạt động tình báo trong vùng Nhật chiếm đóng. Tuy nhiên, chỉ 15 ngày sau, ông lại được giao nhiệm vụ làm Chỉ huy trưởng Phái đoàn 5 (gọi tắt là MI-5), khi đó đang đóng tại Côn Minh.
Trong suốt thời gian hoạt động tại Côn Minh, ông nhiều lần tổ chức các nhóm biệt kích để tung vào Đông Dương, thậm chí có lần đích thân thâm nhập vào khu vực Hạ Long. Bên cạnh đó, ông cũng có lần tiếp xúc với Nguyễn Tường Tam nhằm tìm hiểu tình hình Đông Dương và tìm một ý tưởng giải quyết vấn đề Đông Dương.
Cũng trong thời gian ở Côn Minh, ông có những buổi làm việc chung với chỉ huy OSS tại Côn Minh là Thiếu tá Archimedes Patti và có những bất đồng cơ bản về vấn đề giải quyết quy chế tương lai của Đông Dương.
Sau khi Nhật đầu hàng Đồng Minh vào tháng 8 năm 1945, ngày 22, Sainteny được Sở tình báo chiến lược Mỹ ở Côn Minh giúp đỡ đã tới Hà Nội với mục đích giải quyết vấn đề tù binh chiến tranh và giải giáp quân Nhật. Tuy chỉ là một sĩ quan chỉ huy MI-5, ông tự xem mình như đại diện của chính phủ Pháp tại Đông Dương. Vì vậy ông đã có nhiều cuộc tiếp xúc với các nhóm chính trị khác nhau để khẳng định vị trí đại diện nước Pháp tại Đông Dương. Tuy được công nhận là Ủy viên Cộng hòa Pháp tại Bắc Kỳ và Bắc Trung Kỳ ngày 1 tháng 10 năm 1945, nhưng các hoạt động chính trị của ông nhằm giữ lại quyền lợi thuộc địa của Pháp tại Đông Dương mang lại rất ít kết quả.
Với việc MI-5 giải tán, Sainteny chính thức trở thành một nhà chính khách và đứng giữa vòng xoáy chính trị giữa Việt Nam, Pháp và Trung Quốc. Chính trong thời gian này, qua các cuộc tiếp xúc với các thủ lĩnh chính trị người Việt, đặc biệt là với Hồ Chí Minh. Trong thời gian này, ông dần chuyển từ thái độ kiên quyết giữ quyền thuộc địa của Pháp tại Đông Dương sang thái độ ôn hòa hơn. Đầu năm 1946, ông được cử làm Đại diện, thay mặt Pháp trong cuộc đàm phán Pháp - Việt và cùng với Chủ tịch nước Việt Nam Dân chủ Cộng hòa, Hồ Chí Minh ký tên vào bản Hiệp định sơ bộ ngày 6 tháng 3 năm 1946, mở đầu mối quan hệ giữa Việt Nam Dân chủ Cộng hòa và Cộng hòa Pháp. Ông cũng tháp tùng Phái đoàn Việt Nam sang đàm phán tại Hội nghị Fontainebleau và chuyến viếng thăm của Chủ tịch Hồ Chí Minh tại Pháp từ 24 tháng 4 đến 19 tháng 9 năm 1946.
Tuy cả Hiệp định sơ bộ và Tạm ước 14 tháng 9 đều đã được ký, nhưng dưới sức ép của những người theo quan điểm cứng rắn về quyền thuộc địa ở Đông Dương, những nỗ lực của Sainteny và những người theo chủ trương ôn hòa hầu như không mang lại kết quả. Ngày 2 tháng 12 năm 1946, ông trở lại Hà Nội với chức vụ Thống đốc Bắc Kỳ. Ngày 3, ông có cuộc tiếp xúc lần cuối với Chủ tịch Hồ Chí Minh nhằm tìm lối thoát ngăn chặn cuộc chiến. Nhưng tình hình đã quá căng thẳng và không thể cứu vãn cuộc chiến sắp nổ ra.
Vào ngày 19 tháng 12 năm 1946, trên đường trở về từ doanh trại của tướng Morliere, xe Sainteny trúng phải mìn của Việt Minh. Cuộc chiến tranh Việt - Pháp bùng nổ.

## Một nền hòa bình bị bỏ lỡ
Sau vụ phục kích, Sainteny bị thương nặng và được đưa vào trạm xá với hơn hai mươi mảnh đạn gim trong người. Một tuần sau, ông bắt đầu bình phục và trở lại làm việc với tư cách Thống đốc Bắc Kỳ. Đến tháng 3, ông được gọi trở về Pháp để điều trần trước Quốc hội Pháp về vấn đề Đông Dương. Tại đây, ông cũng đưa ra những nhận định về sự thất bại không thể tránh khỏi của Pháp tại Đông Dương. Dù thể hiện thái độ kiên quyết bảo vệ quyền lợi của Pháp tại Đông Dương nhưng quan điểm nhất quán nước Pháp cần phải giải quyết cuộc chiến tranh Đông Dương thông qua thương lượng của ông là sự khó chịu của phái thực dân Pháp. Do đó, tháng 12 năm 1947, ông được cho nghỉ dài hạn.

## Hoạt động chính trị
Khi kết thúc chiến tranh Đông dương, để nối lại quan hệ hữu nghị hai bên nên ông được chính phủ Pháp trọng dụng. Ngày 15 tháng 8 năm 1954, ông lại được Thủ tướng Pháp Mendes France bổ nhiệm vào chức vụ Đại diện Pháp tại Việt Nam Dân chủ Cộng hòa. Ngày 6 tháng 10, ông được nâng lên chức vụ "Tổng đại diện Chính phủ Cộng hòa Pháp bên cạnh Chính phủ Việt Nam Dân chủ Cộng hòa". Ngày 8 tháng 10, ông đến Hà Nội và chứng kiến cuộc tiếp quản thủ đô của quân Việt Minh vào ngày 10 tháng 10.
Năm 1958, ông trở lại Pháp và tham gia hoạt động chính trị. Từ 1959 đến 1962, ông giữ chức Tổng Cao ủy Ngành du lịch. Từ 1962 đến 1966, ông tham gia Chính phủ của Thủ tướng Pompidou với tư cách Bộ trưởng Bộ Cựu chiến binh và Nạn nhân Chiến tranh.
Ngày 24 tháng 2 năm 1966, Tổng thống De Gaulle giao nhiệm vụ cho ông sang Hà Nội tìm hiểu tình hình và thăm dò một giải pháp cho vấn đề Việt Nam. Nhiệm vụ của ông được giao cụ thể là:
- Khôi phục lại quan hệ Pháp - Việt Nam sau một thời gian lạnh nhạt kể từ năm 1958.
- Thăm dò ý định của các nhà lãnh đạo Cộng sản Việt Nam về khả năng tìm 1 giải pháp thương lượng chấm dứt cuộc chiến tranh đang diễn ra ở Việt Nam.

Sau các cuộc tiếp xúc với Chủ tịch Hồ Chí Minh, Thủ tướng Phạm Văn Đồng, Sainteny đã nhận định "Tôi thấy rằng các nhà lãnh đạo Việt Nam Dân chủ Cộng hòa biểu thị một thái độ cứng rắn và quyết tâm mà họ muốn là không có rạn nứt. Nhưng có lẽ họ không phản đối một giải pháp thương lượng sẽ giữ thể diện cho họ".
Đây cũng là lần tiếp xúc cuối cùng của Sainteny với Chủ tịch Hồ Chí Minh. Ngày 8 tháng 9 năm 1969, Sainteny là người đại diện cho Cộng hòa Pháp đến Hà Nội dự Lễ tang Chủ tịch Hồ Chí Minh.
Jean Sainteny qua đời vào ngày 25 tháng 2 năm 1978 tại Paris. Tang lễ của ông được tổ chức tại nhà thờ Saint-Louis, Invalides, Paris; sau đó được chôn cất tại Aignerville, Calvados.

## Di sản
Do những nỗ lực liên tục cống hiến cho nền Cộng hòa Pháp, ông đã được chính phủ Pháp trao tặng Huân chương Bắc đẩu bội tinh đệ tứ đẳng (Grand Officier de la Legion d'Honneur).
Là một nhân chứng đặc biệt của quan hệ Pháp Việt trong cuộc Chiến tranh Đông Dương, Sainteny đã viết lại 2 hồi ký quan trọng về mối quan hệ này.
- Câu chuyện về một nên hòa bình bị bỏ lỡ (Histoire d'une paix manquée, Indochine 1945-1947), Amiot Dumont, Paris 1953
- Đối diện với Hồ Chí Minh (Face à Hô Chi Minh), Seghers, Paris 1970